# Éric Legnini
Éric Legnini, né le 20 février 1970 à Huy, près de Liège, est un pianiste et compositeur de jazz belge.

## Biographie
Éric Legnini est issu d’une famille d’artistes d’origine italienne.
Il s'initie au piano vers ses 6 ans, mais ce n'est que vers les années 1980 qu'il découvre le jazz.
À 18 ans, Legnini part pour deux ans aux États-Unis où il s'imprègne du style d'Herbie Hancock.
Professeur de piano jazz au Conservatoire royal de Bruxelles où il retrouve Jacques Pelzer avec qui il enregistre un disque, Never Let Me Go, il travaille dans les années 1990 avec le trompettiste Flavio Boltro et le saxophoniste Stefano Di Battista, années durant lesquelles il accède la reconnaissance. Ils créent ensemble un groupe qui ne tarde pas à attirer l'attention du batteur Aldo Romano. Il se mit très vite par la suite à travailler avec d'autres musiciens émérites tels les frères Belmondo, Éric Le Lann, Paco Sery etc.
Éric Legnini a également participé à l'élaboration du dernier album de Claude Nougaro, La Note Bleue.

## Influences
Éric Legnini voue une admiration toute particulière à Phineas Newborn. Il lui a dédié un morceau intitulé The Memphis Dude, sur l'album Miss Soul.[réf. nécessaire]
D'autres influences notables sont Herbie Hancock et Kenny Kirkland.[réf. nécessaire]

## Récompenses
- 2006 : Octave de la musique jazz
- 2011 : « Album instrumental de l'année » aux Victoires du jazz pour l'album The Vox (Discograph).
- 2013 : Nommé aux Victoires du jazz dans la catégorie « Album de l'année » pour l'album Sing Twice!

## Discographie

### En tant que coleader
- 1993 : Antraigue, Éric Legnini, Jean-Louis Rassinfosse, Bruno Castellucci (P Jazz)
- 2013 : Twelve Years Ago, André Ceccarelli, Thomas Bramerie, Alex Ligertwood, Éric Legnini, Denis Leloup, Nicolas Folmer, Stéphane Guillaume (Bonsaï Music)
- 2023 : Dead Jazz - Plays The Music Of The Grateful Dead, Lionel Belmondo, Stéphane Belmondo, Éric Legnini, Laurent Fickelson, Thomas Bramerie, Dré Pallemaerts (Jazz&People)
- 2024 : PianoForte, avec Bojan Z, Pierre de Bethmann et Baptiste Trotignon (Artwork Records)

### En tant que sideman
- 1988 : Jacques Pirotton, Artline (B.Sharp Records)
- 1990 : Jacques Pelzer Open Sky Unit, Never Let Me Go (Igloo)
- 1992 : Fabien Degryse, Medor Sadness (Edition Collage)
- 1994 : Marcia Maria, Passion (Igloo)
- 1994 : Khadja Nin, Ya Pili… (Ariola)
- 1995 : Tom Van Landuyt, Pig Party (PolyGram Belgium)
- 1995 : Marc Lelangue, Glandeur Nature (Franc'Amour)
- 1995 : Charles Loos, 8 Pianists & A Piano (Igloo)
- 1995 : Eric Bonheur, Après La Pause (MSI)
- 1995 : Dick De Graaf, Sailing (Challenge Records)
- 1996 : Félix Simtaine, Intensive Act (Igloo)
- 1996 : Fox & Crows, Inside (Quetzal)
- 1997 : Aka Moon, Elohim (Carbon 7 Records)
- 1997 : Éric Le Lann, Today I Fell In Love (Twins Production)
- 1997 : Stefano Di Battista Quintet, Volare (Label Bleu)
- 1997 : Castellucci Stringtet, Towards the Light (Quetzal)
- 1997 : Liane Foly, Acoustique (Virgin)
- 1999 : Liane Foly, Aime-Moi (Virgin)
- 1999 : Flavio Boltro, Road Runner (Blue Note)
- 1999 : Mimi Verderame, Game Over (A-Records)